# Hagenholztunnel
Der Hagenholztunnel ist ein 2999 Meter langer, doppelspuriger Eisenbahntunnel im Kanton Zürich in der Schweiz. Er bildet zusammen mit dem südwestlich anschliessenden Flughafentunnel das zentrale Element der 1980 eröffneten, weitgehend unterirdisch verlaufenden Zürcher Flughafenlinie (Oerlikon–Bassersdorf) der Schweizerischen Bundesbahnen (SBB).
Der Bau der Flughafenlinie samt Flughafenbahnhof wurde Ende der 1960er Jahre beschlossen und 1971 im Rahmen der dritten Bauetappe (1970–1976) des Flughafens Zürich begonnen. Eröffnet wurde die Flughafenlinie schliesslich am 1. Juni 1980, als erste ihrer Art in der Schweiz, und übernahm dabei den gesamten Intercity-Verkehr Zürich–Winterthur. Obwohl als reine Intercity-Strecke ohne Zwischenstationen konzipiert, verkehren seit Inbetriebnahme der S-Bahn Zürich im Mai 1990 auch S-Bahnen über die Strecke.

## Baugeschichte
Durch die gegebenen Platzverhältnisse um den Flughafen war der Bau auf der Westseite nur durch einen Zwischenangriff möglich. Der Platz beim Flughafenbahnhof war auch wegen des Baus des Parkhauses B zu begrenzt, um noch einen Installationsplatz für eine Tunnelbaustelle aufzunehmen. Auf der Ostseite wurde beim Tunnelportal unweit der Verzweigung Dorfnest ein weiterer Installationsplatz eingerichtet. Der Tunnel wurde deswegen in zwei Lose, aber drei Bauabschnitte aufgeteilt. Alle drei Abschnitte wurden bis auf den kurzen Abschnitt des Zwischenangriffs West und einen kurzen Tagbauabschnitt im Los Ost bergmännisch aufgefahren. Das Tunnelportal Ost wurde im Tagbau erstellt. Das 65 Meter lange Tunnelstück diente der Tunnelbohrmaschine als Widerlager. Alle drei Tunnelabschnitte wurden im Schildvortrieb ausgebrochen, allerdings nicht mit einer rotierenden Tunnelbohrmaschine, sondern im abgestützten Teilschnittverfahren. Dabei wurde ein kreisförmiges Profil ausgebrochen, das mit Tübbingen abgestützt wurde. Die so gefertigte Tunnelröhre hat einen Aussendurchmesser von 11,3 Metern. Der Tunnel steigt vom Flughafen nach Dorfnest gleichmässig mit 10,4 ‰ an.
Im Los West wurde zuerst das 500 Meter lange Teilstück fallend zum Flughafen erstellt, danach der Schild demontiert und die steigende Strecke erbaut. Im Los Ost wurde, nachdem der Tagbautunnel erstellt worden war, der Tunnel fallend ausgebrochen.